# Emir
Emir (arab. Amir) – wódz, dowódca, książę. Tytuł muzułmańskich dostojników państwowych. Władca emiratu.

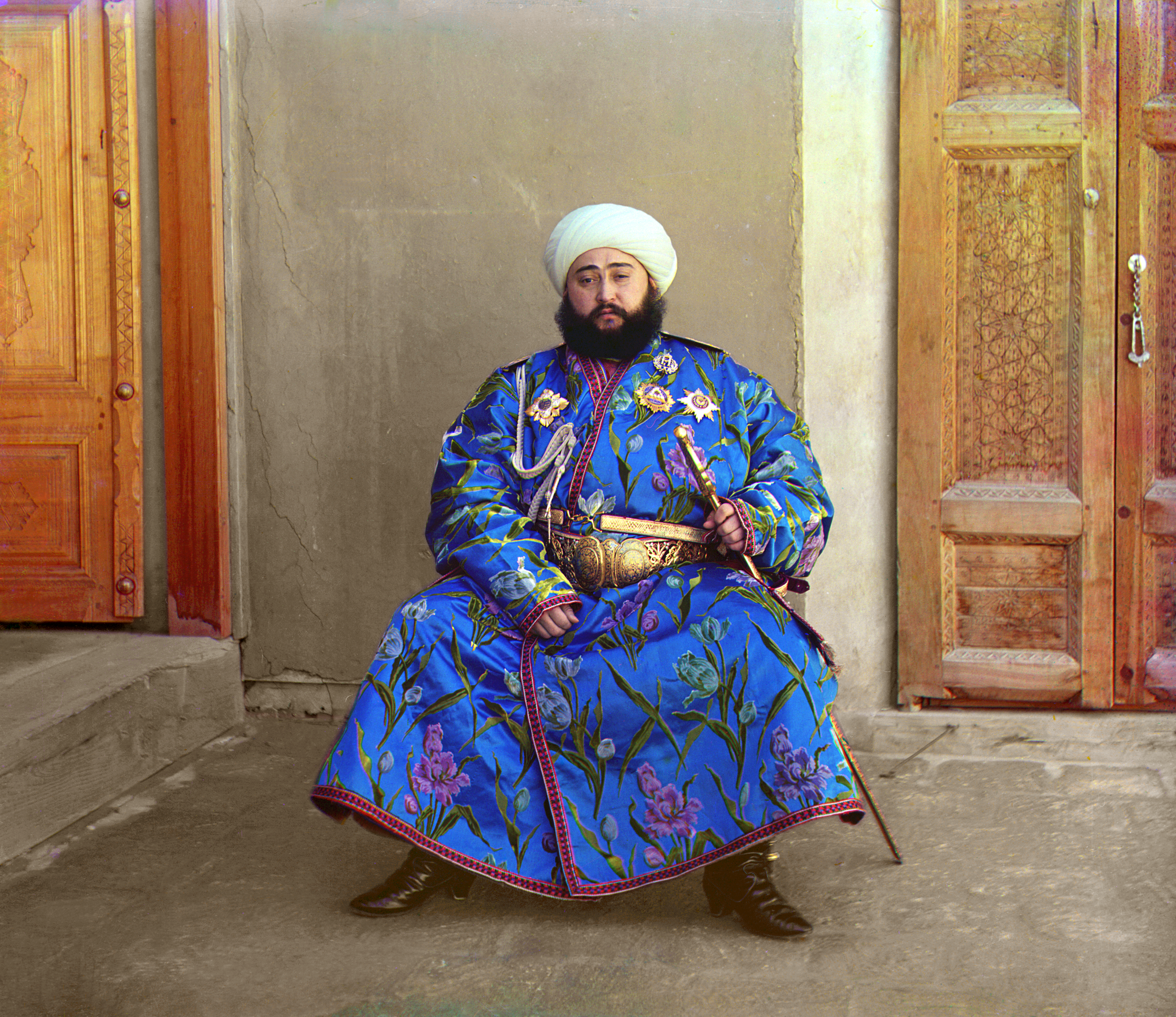
Mohammed Alim Khan, emir Buchary. Zdjęcie wykonane przez Siergieja Prokudin-Gorskiego w 1911 r.

W okresie powstawania państwa muzułmańskiego dowódca wojskowy, a następnie wielkorządca podbitej prowincji z nadania kalifa, sprawujący jednocześnie władzę wojskową, administracyjną i finansową. Za Abbasydów zakres władzy emirów uległ znacznemu ograniczeniu. Niektórzy emirowie zakładali własne dynastie w podległych sobie prowincjach.
Współcześnie tytuł władców niektórych arabskich państw (emiratów).